# El Heredero
El Heredero é o segundo álbum de estúdio do cantor porto-riquenho Miguelito. Teve colaborações de Divino, Randy, Gol2 e Daddy Yankee. O disco foi premiado com o Grammy Latino de 2008 de Melhor Álbum Infantil, fazendo de Miguelito o artista mais jovem a vencê-lo na época.

## História
O primeiro single do álbum foi "La Escuela", cujo videoclipe foi gravado sob a direção de David Impelluso em Trujillo Alto. Miguelito gravou o videoclip "Mochila de Amor", com participação especial do cantor estadunidense Divino. O estilo dessa música é uma mistura de bachata com reggaeton. "El son del boom" com Daddy Yankee, foi o último single, uma canção "vacilón" que, segundo o cantor, incentiva quem está em casa a "ligar o rádio e dançar".

## Faixas
| #  | Título                                 | Produtor(es)                                                | Duração |
| -- | -------------------------------------- | ----------------------------------------------------------- | ------- |
| 1  | "Intro"                                | Luis Colon "Hednocker"                                      | 0:57    |
| 2  | "Game Over"                            | Miguel Marquez "Escobar"/Raul Santiago "Raidy" Luis Almonte | 2:52    |
| 3  | "La Escuela (Mi Primer Amor)"          | Miguel Marquez "Escobar"/Raul Santiago "Raidy"              | 3:14    |
| 4  | "Al Son Del Boom (Feat. Daddy Yankee)" | Luis Almonte                                                | 3:38    |
| 5  | "El Maltrato"                          | Luis Almonte                                                | 3:15    |
| 6  | "Mochila De Amor (Feat. Divino)"       | Mambo Kingz                                                 | 3:20    |
| 7  | "Li'l Boss"                            | Miguel Marquez "Escobar" Andres Arroyo "Zoprano"            | 3:05    |
| 8  | "Ella Quiere Mambo"                    | Luis Almonte                                                | 3:27    |
| 9  | "Asi Sere"                             | Armando Rosario "Diesel"                                    | 3:59    |
| 10 | "Quieren Ser Como Miguel"              | Oscar Lebron "Kalin"                                        | 3:27    |
| 11 | "Put Your Hands Up"                    | Paul Irizarry "Echo"/Michael Colon "Effect-O"               | 3:42    |
| 12 | "Lola (Feat. Goldo Flow)"              | Urba & Monserrate                                           | 3:10    |
| 13 | "Kakoteo (Feat. La Sista)"             | Rafael Urbaez "Mercenario"                                  | 3:33    |
| 14 | "Como Un Niño"                         | Paul Almonte/Luis Almonte                                   | 2:45    |
| 15 | "Tranquilo Huey (Remix) (Feat Randy)"  | Raymond Diaz "Memo"                                         | 3:28    |
| 16 | "Montala (Remix em espanhol)"          | Raymond Diaz "Memo"                                         | 3:07    |

## Prêmios e indicações
| Ano  | Prêmio                | Categoria                    | Resultado |
| ---- | --------------------- | ---------------------------- | --------- |
| 2008 | Grammy Latino de 2008 | Melhor Álbum Infantil do Ano | Venceu    |